# Джон Лідстоун
Джон Лідстоун (англ. John Leadstone; активний в 1704—1721 рр.) — пірат і работорговець, який діяв біля західного узбережжя Африки. Мав прізвисько Капітан Крекерс або Старий капітан Крекер (англ. Old Captain Cracker) і найбільш відомий своїм протистоянням з англійською Королівською африканською компанією та своєю короткою співпрацею з піратом Бартолом'ю Робертсом.

## Біографія
Лідстоун був найнятий англійською Королівською африканською компанією на початку 1700-х років для роботи у її факторії на острові Банс в гирлі річки Сьєрра-Леоне. Незабаром він дезертирував, викравши понад тисячу злитків заліза, і допоміг провести французькі війська вгору по річці в 1704 році, які обстріляли факторію на о. Банс. Потрапивши в полон до місцевих жителів після того, як він почав самостійну незаконну торгівлю, він був звільнений португальцями, яким він служив деякий час. Португальський губернатор в Качео (у Гамбії) доручив йому керівництво торговою місією, але Лідстон повторив свою попередню тактику: він викрав торгові товари, убив людину та втік назад до Сьєрра-Леоне.
Тут він здійснював з маленьких човнів напади на узбережжя, в одному випадку 1715 року він захпив рабів у місцевому поселенні. Пізніше його описували як «раніше відомого пірата, який пограбував багатьох людей»
Своє прізвисько «Старий крекер» він отримав після того, як створив свій торговий пункт у бухті Вайтменс-Бей, що знаходилась нижче по річці від острова Банс. Тут він утримував свою флотилію (кілька маленьких човнів і пірог) і місцевих рабів і слуг, а також приймав піратів, з якими організував торгівлю. Капітан Чарльз Джонсон в своїй «Загальній історії піратів» писав, що Лідстоун «тримає найкращий дім у цьому місці, має перед дверима дві чи три рушниці, з яких віддає честь завітавшим сюди своїм друзям-піратам і живе з ними веселим життям, поки вони перебувають там». Інший письменник схвально описав його: «Він був душею гостинності та доброго спілкування, і він був відкритим для всіх піратів, буканьєрів і каперів».
З Лідстоуном перебували принаймні 30 колишніх піратів, які торгували товарами з пропливаючими кораблями, які потребували поповнення запасів. Вони також постачали рабів і слонову кістку купцям, які намагались обійти торговельну монополію Королівської африканської компанії. Принаймні один із рабів, проданих Лідстоуном, чоловік на ім'я Томба, очолив невдалий заколот на борту брістольського корабля работорговців у 1721 році .
Бартолом'ю Робертс прибув до узбережжя Гвінеї в червні 1721 року . Він відвідав Лідстоуна, який попередив його, що військові кораблі британського Королівського флоту HMS Swallow і HMS Weymouth перебувають неподалік із завданням викорінити піратство. Лідстоун попередив Робертса, що ці кораблі мають покинути місцеві води до Різдва, і Робертс відповідно спланував свій маршрут. Проте через хворобу екіпажів два кораблі ВМС зупинилися в сусідій фортеці Кейп-Кост. Вийшовши звідти в лютому 1722 року, корабель HMS Swallow капітана Шалонера Огла атакував флотилію Робертса, що складалась з трьох кораблів. Після завзятого бою Огл захопив в полон капітанів кораблів піратської флотилії Джеймса Скірма і Томаса Саттона, тоді як сам Робертс загинув під час бою.

## У масовій культурі
Лідстоун фігурує в двох романах про піратів Золотого віку:
- «Сторожі» Альфреда Едварда Вудлі Мейсона (1924) (повний текст доступний безкоштовно в Інтернеті)
- «Вогняний хрест» Марка Кітінга (2013)